# Oligocodon cunliffeae
Oligocodon  es un género monotípico de plantas con flores perteneciente a la familia de las rubiáceas. Incluye una sola especie: Oligocodon cunliffeae (Wernham) Keay (1958). Es nativa de Benín a Zaire.

## Descripción
Es un arbusto trepador glabro con la corteza áspera. Las flores tienen el tubo de la corola de color verde pálido externamente, en el interior es de color verde oscuro hacia la base, con lóbulos blancos arriba, y con salpicaduras de color púrpura. Las flores son fragantes, y se vuelven negras en el secado al igual que las hojas, los frutos de color naranja.

## Taxonomía
Oligocodon cunliffeae fue descrita por (Wernham) Keay y publicado en Bulletin du Jardin Botanique de l'État 28: 36, t. 4, en el año 1958.
Sinonimia
- Gardenia cunliffeae Wernham basónimo[5]